# Ilyarachna nordenstami
Ilyarachna nordenstami är en kräftdjursart som beskrevs av Wolff 1962. Ilyarachna nordenstami ingår i släktet Ilyarachna och familjen Munnopsidae. Inga underarter finns listade i Catalogue of Life.